# Corps Hassia Darmstadt
Das Corps Hassia Darmstadt ist eine Studentenverbindung im Weinheimer Senioren-Convent (WSC). Das Corps ist pflichtschlagend und farbentragend. Es vereint Studenten und ehemalige Studenten der TU Darmstadt. Die Corpsmitglieder werden Darmstädter Hessen genannt. Es ist die älteste noch existierende Studentenverbindung in Darmstadt.

## Couleur
Hassia hat die Farben „grün-weiß-rot“ mit silberner Perkussion. Dazu wird eine weiße Mütze getragen. Die Renoncen (Füchse) tragen ein Band in „grün-weiß-grün“.
Der Wahlspruch lautet „Einer für Alle – Alle für Einen“, der Waffenspruch „Gladius ultor noster!“ (deutsch: „Das Schwert sei unser Rächer!“).
|  |
|  |
|  |
|  |
|  |

|  |
|  |
|  |
|  |
|  |

## Geschichte
Das Corps Hassia wurde am 27. September 1840 mit den Farben grün-weiß-rot, grüner Mütze mit weiß-rotem Streifen und dem Wahlspruch „Einer für Alle, Alle für Einen“ als Corps an der seit 1836 bestehenden Höheren Gewerbschule Darmstadt von sieben Studenten gegründet. Es ist somit die älteste Studentenverbindung und das älteste Weinheimer Corps in Darmstadt sowie Mitbegründer des Darmstädter Senioren-Conventes.
Bereits vorher bestand dort ein Freundeskreis der Hessen mit gleichen Farben und seit 1838 ein Corps Franconia, das jedoch Anfang der 40er Jahre suspendierte. Mit diesem Corps und den danach gegründeten Corps Germania (1843–1854), Allemania (1848–1854) und Rhenania (1849–1853) stand Hassia in einem regen Pauk- und Kneipverhältnis und es dürfte bereits damals ein erster Darmstädter Burschenconvent bestanden haben.
Für die Zeit vom 29. November 1840 bis 3. Dezember 1843 wechselte Hassia die Farben in grün-weiß-gold, da das Corps Hassia Gießen, mit dem über gemeinsame Corpsburschen ein enger Kontakt bestand, die bisherigen Farben trug. Das Corps wechselte danach wieder zu seinen Gründungsfarben, welche nicht weiter vom Corps Hassia Gießen getragen wurden.
Die wirtschaftlichen und politischen Restriktionen in den Revolutionsjahren um 1848 wirkten sich nachteilig auf die Entwicklung des bis dahin blühenden Corps aus, so dass das Corps Hassia im SS 1856 nach einer Polizeiaktion und gerichtlichen Untersuchungen suspendieren musste. Bereits am 19. August 1857 konnte mit Unterstützung ehemaliger Hessen das Nachfolgecorps Arminia mit den grün-weiß-roten Farben gegründet werden, das bis 1864 bestand.
Am 18. Oktober 1869 rekonstituierte sich das Corps Hassia mit gleichen Farben, Wahlspruch, Wappen und Zirkel wie 1840, jedoch mit weißer Mütze. Zusammen mit dem mit Unterstützung der Hassia 1872 gegründeten Corps Rhenania Darmstadt wurde am 10. Oktober 1872 der Darmstädter Senioren-Convent (DSC) gegründet, der am 22. Mai 1874 dem Weinheimer Senioren-Convent (WSC) beitrat.
Als 1877 die aus der Höheren Gewerbschule hervorgegangene Großherzogliche Polytechnische Schule in die Technische Hochschule Darmstadt umgewandelt wurde, war auch die Entwicklung des Corps für Jahrzehnte gesichert. 1896 entstand das heute noch bestehende Freundschaftsverhältnis mit dem Corps Rhenania Stuttgart.
1899 konnte das erste Corpshaus der Hassia in der Sandstraße bezogen werden. Nach dem Ersten Weltkrieg, während dessen der Aktivenbetrieb ruhte, folgte ein neuer, erfolgreicher Anfang. 1935 fusionierten der Rudolstädter Senioren-Convent (RSC) mit dem WSC. Im Rahmen der Verbandsfusionen musste laut Statuten der Fusion das jeweils stärkste Verbandscorps mit dem jeweils schwächsten Verbandscorps zusammengehen, so dass das Corps Alania mit Hassia (zwangsweise) zusammenging. So schlugen einige Alanen Partien sowohl auf Alanenfarben und signierten mit Alanenzirkel als auch auf Hessenfarben und signierten dann mit Hessenzirkel. Die nationalsozialistische Machtergreifung schuf eine schwierige hochschulpolitische Lage, die es am 12. Oktober 1935 notwendig machte, das Corps Hassia zu suspendieren. Die Altherrenschaft konnte jedoch weiterbestehen.
Nach dem Zweiten Weltkrieg wurde das Corps am 11. Juni 1949 durch Aufnahme der am 17. Dezember 1946 gegründeten studentischen Verbindung „Die Breuberger“ mit den alten Farben, Wahlspruch, Zirkel und Prinzipien rekonstituiert. Das Corps Alania rekonstituierte nach dem Krieg in Aachen in einer Fusion mit dem aus Dresden nach Aachen übersiedelten Corps Albingia. Nach provisorischem Wiederaufbau des durch Bomben zerstörten alten Hauses konnte 1956 das neuerworbene, heutige Corpshaus seiner neuen Bestimmung übergeben werden. Das Haus wurde 1911 vom Architekten Wilhelm Koban für den damaligen norwegischen Konsul Karl Kotzenberg entworfen und gebaut. Im Jahr 1990 wurde das 150. Stiftungsfest in dem Haus gefeiert.

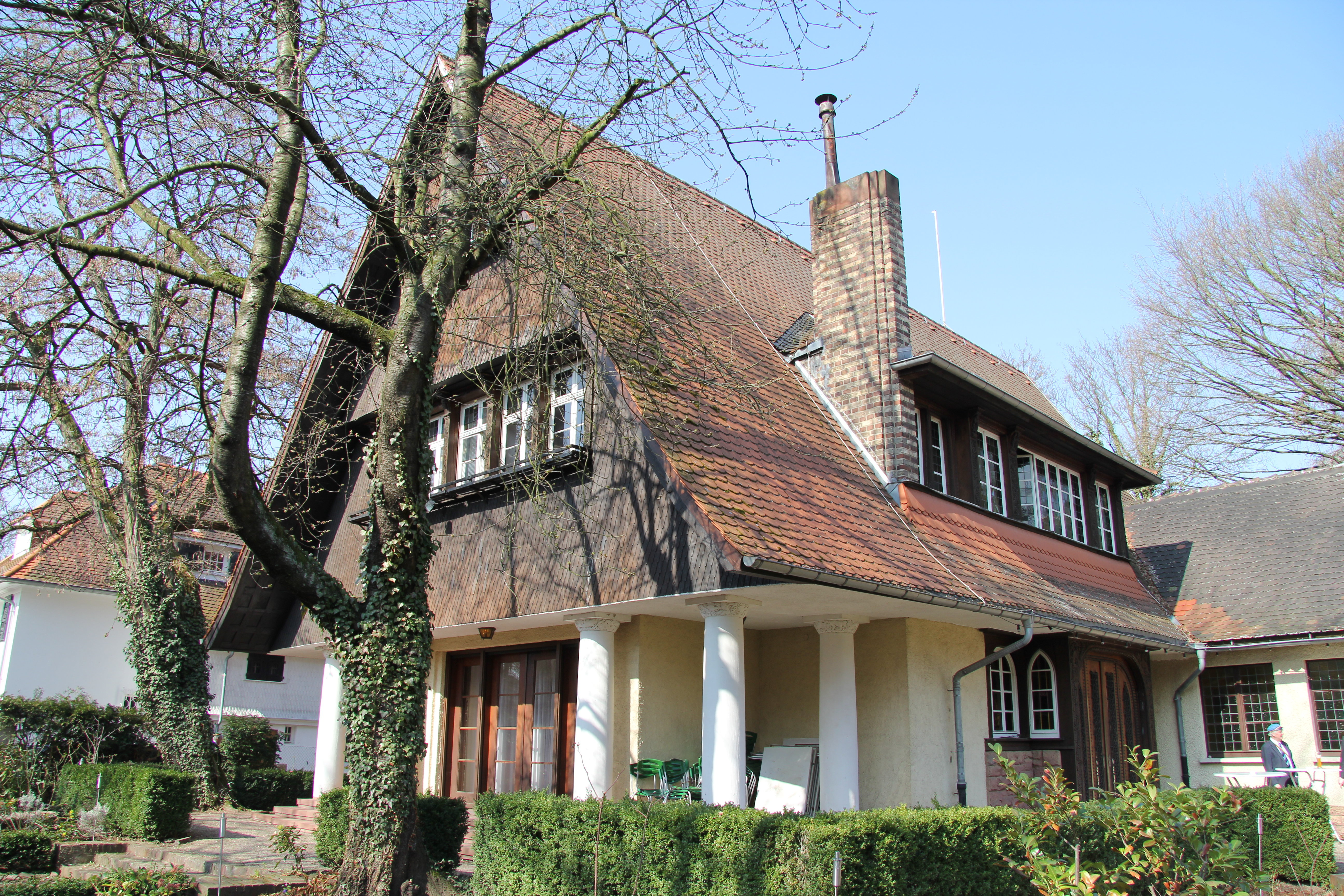
Außenansicht des Corpshauses der Hassia
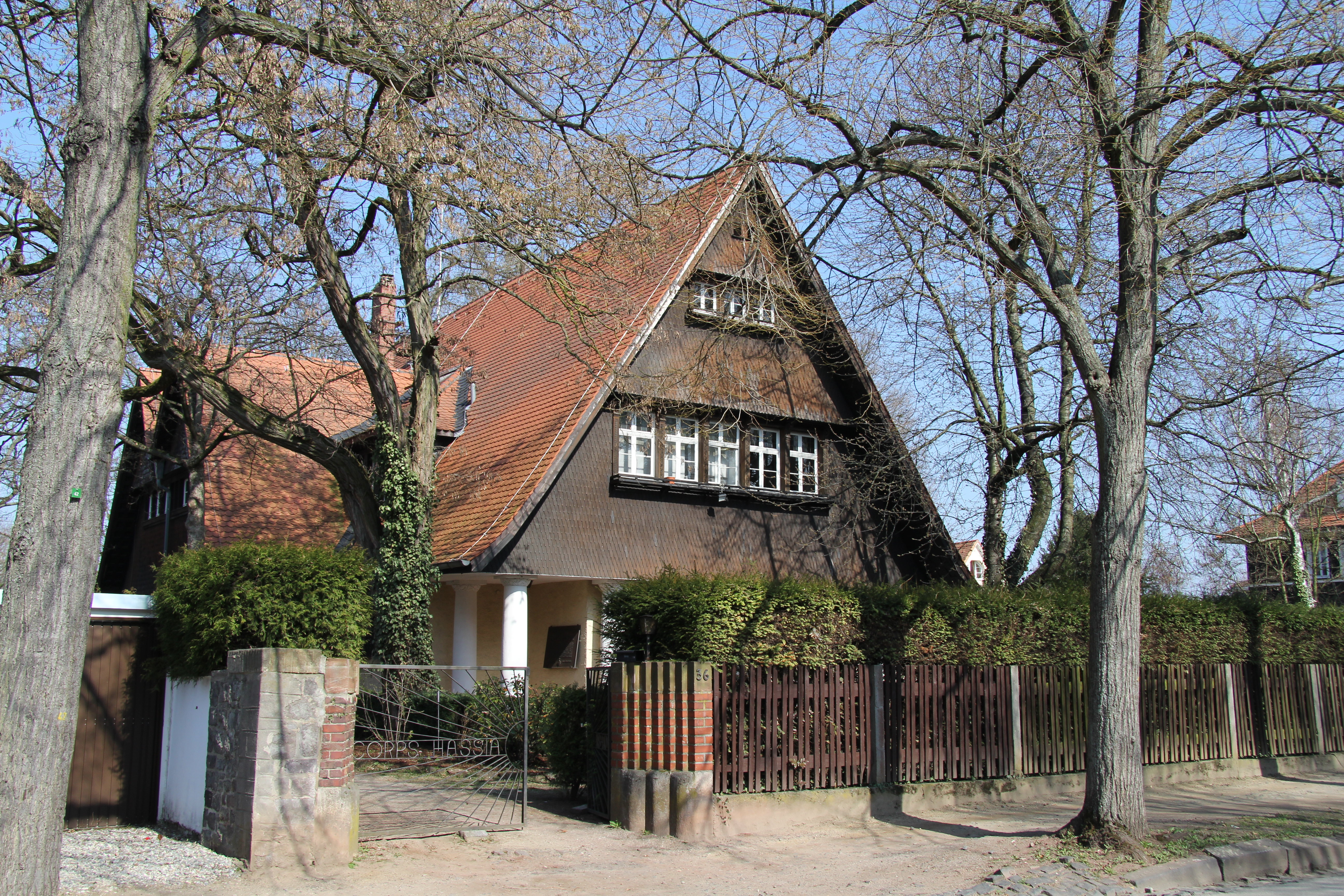
Im Jahre 2012
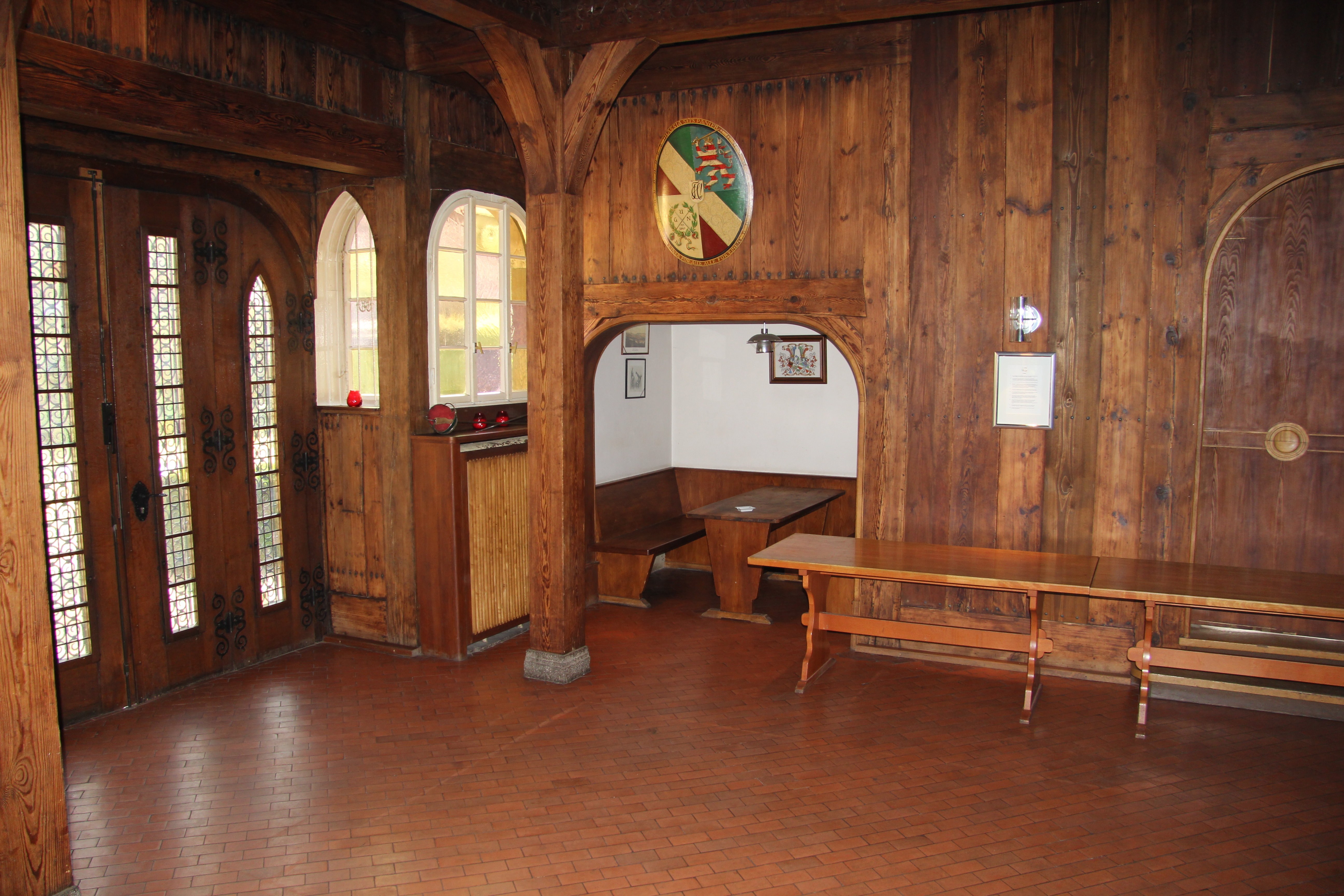
Halle im Inneren des Hauses
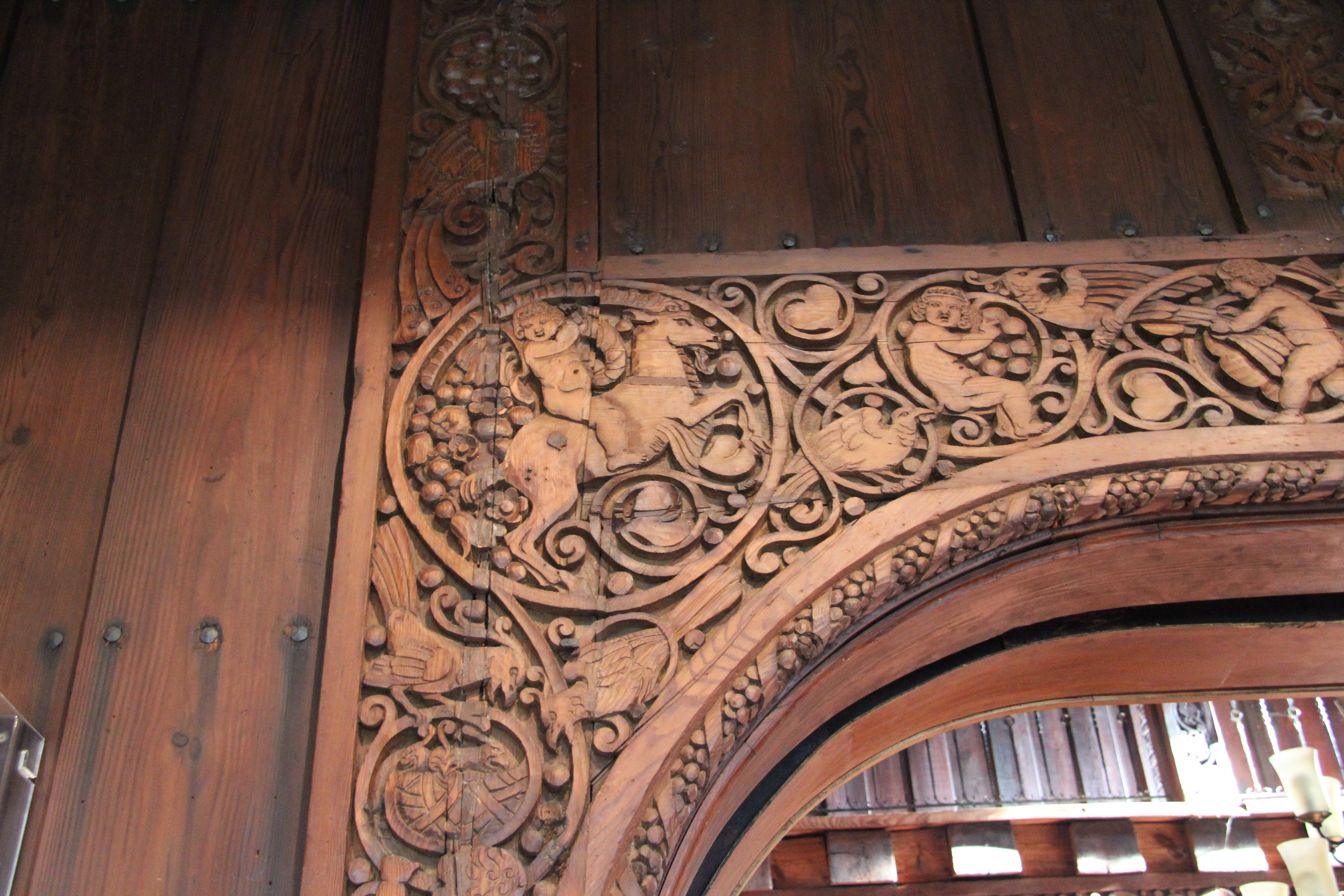
Details der Holzverzierungen

Zum Wintersemester 2007/2008 erfolgte aufgrund Personalknappheit eine erneute Suspension des offiziellen Aktivbetriebs. Im Stillen erfolgte die Fortführung eines reduzierten Aktivenbetriebes und der Wiederaufbau. Zum 170. Stiftungsfest 2010 erfolgte die Weichenstellung für die Rekonstitution, welche mit Beginn des Sommersemesters 2011 die Suspension beendete.

## Bekannte Hessen
Es tragen folgende aktive bzw. emeritierte Professoren das Band der Hassia:
- Peter Braun-Angott (* 1940), Hochschullehrer an der Universität Duisburg-Essen
- Alexander von Brill (1842–1935), Professor für Mathematik an der Universität Tübingen
- Wilhelm Dittmar (1833–1892), Professor für Chemie am Anderson’s College der Medizin in Glasgow
- Eugen Gutwald (1929–2016), TU Darmstadt
- Friedrich Heinzerling (1824–1906), Brückenbauingenieur, Rektor der RWTH Aachen
- Wilhelm Jutzi (* 1933), Professor für Elektrotechnik Karlsruher Institut für Technologie
- Tim Lüth (* 1965), Professor für Mikrotechnik und Medizingerätetechnik an der TU München
- Uwe Rüppel (* 1964), Professor an der TU Darmstadt
- Karlheinz Roik (1924–2009), Professor an der Ruhr-Universität Bochum
- Carl Schorlemmer (1834–1892), Chemiker, Professor in Manchester
- Adolf Wehlow (* 1931), Professor an der Universität zu Köln

Weiterhin waren im Corps Hassia aktiv:
- Eugen Bracht (1842–1921), Maler
- Georg Cantor (1845–1918), Mathematiker
- Friedrich Friedländer Ritter von Malheim (1825–1901), deutsch-böhmischer Genremaler
- Heinrich Claudius Geier (1834–1896), Architekt und Unternehmer, Abgeordneter der 2. Kammer der Landstände des Großherzogtums Hessen
- Hans Gericke (1871–1912), Ballonfahrtpionier
- Christoph Hentzen (* 1959), Mitglied der Geschäftsführung von Poppe + Potthoff, FDP
- Kurt Katzenstein (1895–1984), deutscher Luftfahrtpionier
- Rudolf Kindt (1873–1928), Verleger und Politiker
- Gustav Lachmann (1896–1966), deutscher Aerodynamiker und Luftfahrtingenieur
- Alfred Maul (1828–1907), Sportpädagoge
- Theodor Melior (1853–1940), General der Infanterie
- Stephan Prager (1875–1969), Architekt und preußischer Baubeamter
- Gustav Schleicher (1823–1879), Ingenieur, Mitglied des US-amerikanischen Kongresses
- Adolf Schmitz (1825–1894), Historienmaler und Illustrator
- Adolph Strecker, (1822–1871), Chemiker
- Ernst Vowinkel (1823–1879), preußischer Landrat im Kreis Meisenheim

Bis zu seinem Ausscheiden im Jahr 1997 trug der ehemalige Bauunternehmer Jürgen Schneider das Band der Hassia, der damit der Tradition seines Vaters Richard Schneider, Bauunternehmer und Ehrensenator der TU Darmstadt, folgte.